# مغر الأحول
مغر الأحول هي قرية لبنانية من قرى قضاء بشري في محافظة الشمال.